# Czondoizm
Czondoizm lub czundoizm (kor. 천도교, Niebiańska Droga) – synkretyczna religia koreańska, łącząca w sobie elementy taoizmu, konfucjanizmu, buddyzmu i chrześcijaństwa.

## Historia
Religia powstała około 1900 roku, choć pewne jej przejawy pojawiły się już 80 lat wcześniej. Uznawana jest powszechnie za religię narodową Korei, w odróżnieniu od „obcego” buddyzmu i chrześcijaństwa, ale po wojnie koreańskiej stopniowo zanikała w Korei Południowej, natomiast w Korei Północnej zachowała swą popularność i jej wyznawcy stanowią około 12,9% mieszkańców tego kraju. Religia ta posiada własną legalną partię polityczną (Czundoistyczna Partia Czongu), choć o małym wpływie na politykę Korei Północnej. Religię tę wyznaje ok. 2,7 mln. Koreańczyków na Północy i 1 milion na Południu.
Bóg w czondoizmie nosi imię Haneullim (하늘님 – „Niebiosa”).